# Вихревой эффект

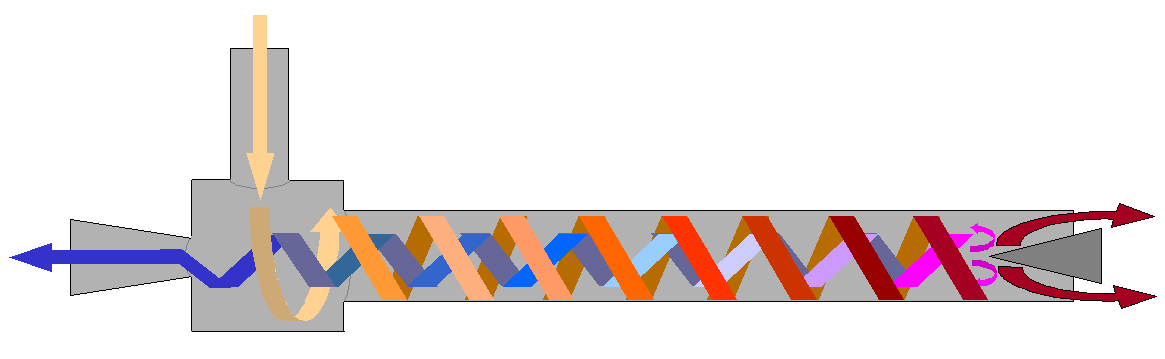
Схема потоков в трубке Ранка

Вихревой эффект (эффект Ранка — Хилша, англ. Ranque-Hilsch Effect) — эффект температурного разделения газа при закручивании в цилиндрической или конической камере при условии, что поток газа в трубке проходит не только прямо, но и обратно.

## Физическая сущность
На периферии образуется закрученный поток с большей температурой, а из центра — в противоположную сторону выходит охлаждённый поток. 
Существует распространённое заблуждение, что температурное разделение происходит путём перемещения молекул газа на прямом проходе вихря (в одну сторону). Но объяснимых физикой причин для такого разделения нет, как нет причин и для вращения центрального жгута в противоположную сторону относительно периферии. В противоположную сторону вращаются микровихри между центральным жгутом и периферией, так как жгут вращается с более высокой скоростью относительно периферии. Но катятся они, как ролики в подшипнике, в ту же сторону, в которую вращаются внешний слой и центральный жгут. 
Температурное разделение происходит путём теплопередачи от сжатого (и потому горячего) кумулятивным эффектом или имплозией центрального жгута к несжатой периферии, имеющей температуру как на входе. По мере движения к «горячему» концу периферия нагревается от двигающегося ей навстречу сжатого горячего центрального жгута, который в свою очередь наоборот остывает. Т. о. образующийся в трубке вихрь является тепловым насосом компрессионного типа с противоточным теплообменником, способным передать до 100 % разницы температур. Поэтому для терморазделения необходим не только прямой, но и обратный проход, как на рисунке. Так как после выхода из трубки жгут расширяется до давления окружающей среды (атмосферного), выходящий из «холодного» конца трубки газ имеет температуру намного ниже температуры окружающей среды (если «горячий» конец не заглушен), а всё утерянное им тепло уносится газом с «горячего» конца.

## История
Впервые эффект открыт французским инженером Жозефом Ранком в конце 1920-х годов, когда Ранк случайно подставил руку к выходу очищенного воздуха изобретённого им ранее промышленного циклона. В конце 1931 года Ж. Ранк подал заявку на изобретенное устройство, названное им «вихревой трубой» (в литературе встречается как «труба Ранка»). Получить патент удалось только в 1934 году в США. В настоящее время реализован ряд аппаратов, в которых используется вихревой эффект — вихревых аппаратов. Это «вихревые камеры» для химического разделения веществ под действием центробежных сил и «вихревые трубы», используемые как источник холода. Также проводились опыты в вихревой трубе с водой. Но по причине её меньшей сжимаемости и большей теплоёмкости аналогичного газам терморазделения добиться не удалось. Вода с обоих концов трубки выходила одной температуры — либо равной температуре входа при маленькой трубке, либо более высокой при большей трубке.
Более 20 лет открытие Ранка оставалось не замеченным, пока в 1946 году немецкий физик Рудольф Хильш не опубликовал работу об экспериментальных исследованиях вихревой трубы (нем. Die Expansion von Gasen im Zentrifugalfeld als Kälteprozeß), в которой дал рекомендации по конструированию таких устройств. С тех пор их так же называют «трубами Ранка — Хилша».
С 1960-х годов вихревое движение является темой множества научных исследований. Регулярно проводятся специализированные конференции по вихревому эффекту, например, в Самарском аэрокосмическом университете.
Существуют и применяются вихревые теплогенераторы и микрокондиционеры.. Эффективность охлаждения с применением эффекта невысока и ниже эффективности традиционных холодильных установок, трубки Ранка применяются в тех случаях, когда требуется простота устройства или при отсутствии других источников энергии, кроме сжатого воздуха.